# Tengen (Ära)
Tengen (japanisch 天元) ist eine japanische Ära (Nengō) von  Dezember 978 bis Mai 983 nach dem gregorianischen Kalender. Der vorhergehende Äraname ist Jōgen, die nachfolgende Ära heißt Eikan. Die Ära fällt in die Regierungszeit des Kaisers (Tennō) En’yū.
Der erste Tag der Tengen-Ära entspricht dem 31. Dezember 978, der letzte Tag war der 28. Mai 983. Die Tengen-Ära dauerte sechs Jahre oder 1610 Tage.

## Ereignisse
- 978 Fujiwara no Yoritada wird Daijō Daijin
- 980 Das Rajōmon (Festungstor) des Heian-kyō-Palastes stürzt infolge eines Regensturms zum zweiten Mal um und wird nicht wieder aufgebaut[2]